# Prima lettera di Pietro
La Prima lettera di Pietro è una delle lettere cattoliche incluse nel Nuovo Testamento.

## Composizione

### Autore
La lettera indica come autore Pietro apostolo, specificando comunque la collaborazione da parte di "Silvano" (5,12), spesso identificato col "Sila", collaboratore di Paolo noto attraverso gli Atti degli apostoli e le Lettere di Paolo.
Gli studiosi sono oggi divisi sull'attribuzione della lettera: non è infatti possibile sapere quanto Pietro sia stato personalmente coinvolto nella sua stesura, anche alla luce del ruolo svolto da Silvano. Alcuni critici mantengono quindi l'origine e l'autorità petrina dello scritto, mentre altri lo considerano invece pseudoepigrafico.
Gli esegeti del "Nuovo Grande Commentario Biblico" sottolineano come "molti studiosi moderni non ammettono l'autenticità petrina. Alcuni di loro ritengono che si tratti di un'opera successiva, di «Scuola» petrina, altri lo considerano un testo semplicemente pseudoepigrafico" e gli studiosi dell'interconfessionale Bibbia TOB ritengono che "un discepolo, residente a Roma, avrebbe redatto questo messaggio esortativo per mantenere viva la tradizione dell'apostolo e sostenere le comunità cristiane disperse [...] stupisce, è vero, l'assenza di notazioni personali riguardanti sia l'autore sia i destinatari; ma ciò si spiega per il fatto che la lettera proviene da qualcuno che ha autorità nella Chiesa, senza tuttavia essere stato il fondatore delle comunità alle quali si rivolge". Anche gli studiosi dell'interconfessionale "Parola del Signore Commentata" evidenziano come "molti studiosi riferendosi a 5,12-13, suppongono che a scrivere la lettera sia stato Silvano (un discepolo di Paolo: 2Corinzi1,19, 1Tessalonicesi1,1). Egli avrebbe compilato lo scritto a Babilonia (pseudonimo di Roma) per incarico di Pietro e in modo piuttosto personale [...] altri studiosi ritengono che la lettera sia stata scritta solo ai tempi dell'imperatore Domiziano (81-96 d.C.), se non addirittura più tardi. L'autore sfrutta il nome e l'autorità di Pietro, seguendo un'abitudine molto diffusa a quel tempo" e il biblista Bart Ehrman nota che "il testo è stato probabilmente scritto nel nome di Pietro da un credente vissuto in un'epoca successiva, verso la fine del I secolo: si tratta quindi di uno dei tanti testi pseudoepigrafi attribuiti all'apostolo [...] occorre inoltre tenere conto del fatto che il numero degli scritti attribuiti a Pietro al di fuori del Nuovo Testamento è molto grande: oltre al Vangelo di Pietro, vi sono tre apocalissi, alcuni «atti» e altre lettere".
Riguardo alla possibilità che l'autore dell'epistola sia stato Silvano, Werner Georg Kümmel afferma che «molti studiosi [...] assumono che Silvano sia il vero autore al quale Pietro diede la responsabilità dell'effettiva stesura. Alcuni ritengono di poter provare chiaramente elementi comuni nel linguaggio della Prima e della Seconda lettera ai Tessalonicesi, della Prima lettera di Pietro e in Atti 15,29, che indicherebbero una comune paternità di Silvano. Ma questi contatti linguistici sono troppo insignificanti per il peso loro assegnato, e inoltre la differenza stilistica tra 1 e 2 Tes e 1 Pt è importante. [...] Inoltre, se [Silvano avesse scritto Pietro], allora Pietro non sarebbe il vero autore di 1 Pietro in nessun senso».
La lettera era in ogni caso nota e accettata sin dall'antichità come opera di Pietro. Le prime citazioni delle lettera si hanno in Policarpo di Smirne che, nella sua Lettera ai Filippesi cita lo scritto di Pietro più volte. Da Eusebio, sappiamo inoltre che anche Papia di Ierapoli "usava citazioni" dalla lettera di Pietro.

### Lingua
La lettera è scritta in un greco raffinato che presenta al tempo stesso un forte radicamento semitico: è frequente, ad esempio, il ricorso alle antitesi, l'uso di parallelismi ed espressioni sinonime, la disposizione chiastica di alcuni elementi. Il vocabolario è elaborato e presenta  molti hapax legomena, mostrando anche una certa conoscenza delle tecniche retoriche ellenistiche e della versione greca dell'Antico Testamento (la versione dei Settanta). Pietro, sebbene potesse conoscere il greco, era illetterato (Atti degli apostoli 4,13) ed era verosimilmente pratico del Targum aramaico o ebraico, quindi chi sostiene l'origine petrina dello scritto pone in genere in evidenza il ruolo di redazione svolta da Silvano.
Secondo alcuni autori il greco era comunque ampiamente utilizzato in Palestina, e non solo nei centri ellenizzati: alcuni elementi suggerirebbero anzi che i palestinesi in alcune aree usassero solo il greco.

### Rapporti con Paolo
La teologia presupposta dalla Prima lettera di Pietro presenta forti punti di contatto con quella paolina, sia in quanto assume che gli Ebrei cristiani non siano più interessati in problemi sul rispetto della Legge mosaica, sia in quanto presuppone che la salvezza sia stata compiuta con la morte di Gesù per la remissione dei peccati. Alcuni elementi sembrano difficili da conciliare con Pietro: nella lettera, però, solo alcune frasi isolate si prestano a un parallelismo diretto con Paolo, e probabilmente queste erano patrimonio comune del cristianesimo delle origini. Dal testo non emergono comunque elementi significativi per affermare che l'autore fosse a conoscenza o meno degli scritti paolini.

### Data e luogo di composizione
La lettera è indirizzata ai fedeli delle province centrali e nord-occidentali dell'Asia Minore. Il luogo di composizione è Babilonia (5,13) che, intesa in senso metaforico, può indicare Roma.
Per quanto riguarda la datazione, chi sostiene l'originalità petrina dello scritto propone una datazione compresa tra il 62 e il 64, eventualmente estesi, ipotizzando una stesura definitiva da parte di Silvano, anche al 68. Altri autori propongono una datazione intorno all'ultimo quarto del I secolo, ad esempio attorno al 90-95, durante il regno di Domiziano.
Per i sostenitori di quest'ultima tesi, alcuni indizi suggerirebbero una datazione successiva alla morte di Pietro (attorno al 64) e alla predicazione paolina. Due delle provincie cui è indirizzata la lettera, la Cappadocia e la Bitinia-Ponto, non erano state raggiunte dalla predicazione di Paolo: si potrebbe presumere dunque che sia passato il tempo necessario alla costituzione di comunità locali in questa vasta area. I temi trattati mostrano il passaggio dai problemi iniziali delle comunità giudeo-cristiane, il rispetto della Legge mosaica, ad una situazione in cui al centro delle preoccupazioni sono i rapporti tra cristiani e non-cristiani; questa evoluzione potrebbe indicare che la lettera fu scritta diverso tempo dopo la predicazione paolina. Infine, si può notare un sostanziale mutamento di opinione sulle autorità romane, che non sono più «ministri di Dio» (Lettera ai Romani 13,6) ma sono viste in un senso più neutro (2,13-17): si tratta di una visione compatibile con una situazione in cui i cristiani non sono in aperto pericolo ma hanno imparato dalle persecuzioni neroniane, in cui lo stesso Pietro perse, secondo la tradizione, la vita.
Oltre all'attribuzione petrina, esplicita nella lettera, altri indizi portano comunque a una datazione più antica: nella lettera, ad esempio, non ci sono evidenze del legalismo di lavori più tardi come il Pastore di Erma e la Didaché. La lettera non parla inoltre di una persecuzione ufficiale, ma solo  di una situazione ostile: alcune affermazioni dell'autore sarebbero inoltre incomprensibili nel caso ci fosse già stata una persecuzione generalizzata. La situazione è in sostanza molto diversa da quella dell'Apocalisse di Giovanni, dove ci sono già i primi martiri: la lettera risalirebbe quindi a un tempo precedente, probabilmente vicina alla datazione della morte di Pietro.

## Struttura e contenuto
La lettera, che è oggi suddivisa 105 versetti, presenta una notevole ricchezza di vocabolario: 61 termini, ad esempio, non ricorrono altrove nel Nuovo Testamento. La struttura delle lettera può essere articolata in tre parti, relative alla vita nuova dei credenti mediante la Risurrezione di Gesù, alla vita dei cristiani nella società del tempo e a un appello finale.

### La nuova vita dei credenti
- 1,3-5[18] L'opera del Padre implica una rinascita spirituale, nel battesimo segno della resurrezione. La rinascita ha per fine il possesso eterno della salvezza, nell'ultimo giorno.
- 1,6-9[19] La salvezza è il passaggio dalla morte alla vita. Tale salvezza non esclude le sofferenze e le tribolazioni terrene, che anzi stabiliscono un'intima comunione tra la vita dei credenti e quella di Cristo.
- 1,10-12[20] Prima della venuta del Salvatore, lui stesso era già in azione attraverso lo Spirito che opera attraverso i profeti biblici. Per i profeti Cristo era oggetto di ricerca.
- 1,22-25[21] La fede è obbedienza a Dio. Questa fede opera una purificazione interiore, mortificando il peccato e la carne, ed esaltando l'esercizio dell'amore fraterno che si esprime con la sincerità, la cordialità, l'intensità e la costanza. La rinascita spirituale avviene attraverso la parola e la fede che, penetrando nel cuore dell'uomo, lo fa partecipe con l'essere di Dio.

### Il comportamento dei cristiani nella società
- 2,11-3,12[22] Il brano ha una notevole unità, parte dal trattare i doveri verso lo Stato (2,13-17), poi quelli dei servi (2,18-25), infine i doveri dei coniugi (3,1-17). L'insegnamento di Pietro è la sottomissione, intesa non come servilismo ma come atteggiamento spirituale di donazione e rispetto. La consapevolezza di non avere stabile dimora sulla terra e lo sguardo verso la città celeste, non devono essere motivi di alienazione, i cristiani si devono impegnare a rinnovare l'ordine della società e a realizzare l'ideale di vita celeste in terra.
- 4,10-11[23] Questi versetti trattano in breve i doni di grazia e carisma (tali argomenti sono più ampiamente sviluppati nelle lettere di Paolo). Carisma è la personale chiamata di Dio ad un determinato servizio nella comunità cristiana. Le attività che caratterizzano questo servizio sono le opere di misericordia spirituale e corporale, che rivelano nel mondo la presenza dello Spirito.

### Sofferenza e perseveranza nell'attesa
- 4,12-19[24] Pietro invita a non meravigliarsi delle prove e delle sofferenze, confidando nello Spirito di Dio e consegnando la vita al Signore compiendo il bene.
- 5,1-12[25] Un'esortazione ai presbiteri e ai giovani precede una riflessione sulla fiducia in Dio e sulla consolazione offerta a chi crede. Le ultime righe, con i saluti finali, menzionano infine il ruolo di Silvano nella lettera.

## Uso liturgico
Alcuni passi della lettera sono usati, nel rito cattolico, nel rito di ordinazione del vescovo, dei presbiteri e dei diaconi, nel matrimonio e nella penitenza, oltre che in letture domenicali nel tempo di Pasqua.

### Riferimenti
1. ↑   1Pt 5,12, su La Parola - La Sacra Bibbia in italiano in Internet.
2. 1 2 3 4 5  Peter H. Davids, The First Epistle of Peter, 1990
3. ↑  Raymond E. Brown, Joseph A. Fitzmyer, Roland E. Murphy, Nuovo Grande Commentario Biblico, Queriniana, 2002, p. 1183, ISBN 88-399-0054-3.
4. ↑  Bibbia TOB, Elle Di Ci Leumann, 1997, pp. 2813-2815, ISBN 88-01-10612-2.
5. ↑  Parola del Signore Commentata, traduzione interconfessionale, Nuovo Testamento, LDC/ABU, 1981, p. 694.
6. ↑  Bart Ehrman, Il Nuovo Testamento, Carocci Editore, 2015, pp. 469-471, ISBN 978-88-430-7821-9.
7. 1 2 3 4  Werner Georg Kümmel, Introduction to the New Testament, p. 424.
8. 1 2 3  Wayne A. Grudem, The First Epistle of Peter: an introduction and commentary, 1999.
9. 1 2 3  Michele Mazzeo, Lettere di Pietro, Lettera di Giuda, 2002.
10. ↑   At 4,13, su La Parola - La Sacra Bibbia in italiano in Internet.
11. ↑  Eric Eve, The Oxford Bible Commentary, p. 1263
12. ↑  Cfr. ad esempio Joseph Fitzmyer, citato in Wayne A. Grudem, The First Epistle of Peter: an introduction and commentary, 1999.
13. ↑   1Pt 5,13, su La Parola - La Sacra Bibbia in italiano in Internet.
14. ↑   Rm 13,6, su La Parola - La Sacra Bibbia in italiano in Internet.
15. ↑   1Pt 2,13-17, su La Parola - La Sacra Bibbia in italiano in Internet.
16. ↑  John H. Elliott, "First Epistle of Peter", The Anchor Bible Dictionary.
17. 1 2  La Bibbia, Edizioni San Paolo, 2009.
18. ↑   1Pt 1,3-5, su La Parola - La Sacra Bibbia in italiano in Internet.
19. ↑   1Pt 1,6-9, su La Parola - La Sacra Bibbia in italiano in Internet.
20. ↑   1Pt 1,10-12, su La Parola - La Sacra Bibbia in italiano in Internet.
21. ↑   1Pt 1,22-25, su La Parola - La Sacra Bibbia in italiano in Internet.
22. ↑   1Pt 2,11-3,12, su La Parola - La Sacra Bibbia in italiano in Internet.
23. ↑   1Pt 4,10-11, su La Parola - La Sacra Bibbia in italiano in Internet.
24. ↑   1Pt 4,12-19, su La Parola - La Sacra Bibbia in italiano in Internet.
25. ↑   1Pt 5,1-12, su La Parola - La Sacra Bibbia in italiano in Internet.